# Axl Rotten
Brian Knighton (21 de abril de 1971 − 4 de febrero de 2016) fue un luchador profesional estadounidense más conocido por su nombre en el ring como Axl Rotten.Es mayormente conocido por su  faceta de luchador ''Hardcore'' que inició en la extinta Extreme Championship Wresting ,donde trabajo desde 1993 hasta 1999. Después de su salida de la ECW Brian se fue a las Indies llegando a ser un luchador recurrente en la IWA Mid South, la antigua empresa de su colega  Ian Rotten, también hizo apariciones en empresas como la Combat Zone Wrestling (CZW), Xtreme Pro Wrestling (XPW),Jersey All Pro Wrestling (JAPW), Mid-American Wrestling (MAW) y en la Nipona  Frontier Martial-Arts Wrestling (FMW).

## En lucha
- Movimientos finales
  - SST – Severe Skull Trauma (Inverted brainbuster)
  - This Is Gonna Hurt (Chair shot)

- Movimientos de lucha
  - Chokeslam
  - Death valley driver
  - Exploder suplex
  - Inverted powerbomb
  - Over the shoulder belly to back piledriver
  - Sitout suplex slam
  - Spinning DDT
  - Tiger driver

## Campeonatos y logros
- Allied Powers Wrestling Federation
  - APWF Heavyweight Championship (1 vez)[4]

- Eastern Wrestling Alliance
  - EWA Hardcore Championship (1 vez)

- Global Wrestling Federation
  - GWF Commonwealth Championship (1 vez)
  - GWF Tag Team Championship (1 vez) con Ian Rotten

- Independent Wrestling Association Mid-South
  - IWA Mid-South Heavyweight Championship (2 veces)[5]
  - IWA Mid-South Tag Team Championship (2 veces) con Ian Rotten

- Maryland Championship Wrestling
  - MCW Hall of Fame (Clase del 2009)[6]

- Mid-America Wrestling
  - MAW Heavyweight Championship (1 vez)

- Mid-Eastern Wrestling Federation
  - MEWF Heavyweight Championship (2 veces)
  - MEWF Tag Team Championship (1 vez) con Corporal Punishment

- National Wrestling Alliance
  - Regional
  - NWA Jersey Heavyweight Championship (1 vez)
  - NWA World Light Heavyweight Championship (1 vez)

- National Wrestling League
  - NWL Hardcore Champion (1 vez)
  - NWL Tag Team Champion (1 vez) con Morgus the Maniac
- Pro Wrestling Illustrated
  - Situado en el #132 de los PWI 500 en 1996[7]
  - Situado en el # 437 de los PWI 500 en 2003
  - 1995 Feud of the Year – vs. Ian Rotten

- Star Cavalcade Wrestling
  - SCW Heavyweight Championship (1 vez)[4]
  - SCW Tag Team Championship (1 vez) - con Ricky Lawless[4]

- Universal Independent Wrestling
  - UIW Heavyweight Championship (1 vez)[4]

- Other titles
  - AAWA Heavyweight Championship (1 vez)